# チオチモリン
チオチモリン (Thiotimoline) は、SF作家アイザック・アシモフのエッセイや小説に登場する架空の物質。

## 化学的性質
水に対する溶解度が極めて大きく、水に入れる前に水に溶けてしまう性質を持つ。これはチオチモリン分子の一部が過去と未来に四次元的に拡張しているために一種の未来予測が生じているためである。
溶解性は水に入れようとする作業者の精神に大きく作用されるため（もし水に入れる事に少しでもためらいがあればチオチモリンは溶解しない）、精神医学の分野での応用が考えられた。また後年にチオチモリン分子を結合した吸時性プラスチックが開発され、超光速航法宇宙船に使用された。

## 誕生の経緯
この架空物質誕生の経緯はアシモフお気に入りの逸話であり、著書や講演で頻繁に語っている。
1947年、コロンビア大学で生化学の博士論文のための研究に勤しんでいたアシモフの日課の一つに、カテコールの水溶液を大量に作る作業があった。カテコールは極めて水に溶けやすい物質であり、水面に達するや否やきれいさっぱり溶けてしまう様子を見ていたアシモフの頭に、「もし溶解度が更に大きければ、水に入れる前に溶けてしまうのではないだろうか」というアイデアが浮かんだ。
既にSF作家としては10年近いキャリアを積んでいながら、論文の類の文章を苦手としていたアシモフは、博士論文を書く前のトレーニングとしてその架空の物質を扱った架空の論文を書くことを思い立ち、『再昇華チオチモリンの吸時性』を書き上げた。作品をアスタウンディング誌のジョン・W・キャンベル編集長に託す際、アシモフは匿名で掲載するように依頼した。前述のように、博士号取得試験を目前にしていた彼は、このパロディー論文によって科学に対する真摯な姿勢を疑われるのを恐れたのである。
ところが発売された雑誌には彼の実名が堂々と掲載され、しかも学内で回し読みされてしまった。アシモフの不安をよそに、幸いにも教授たちはこのユーモアを好意的に受け止め（面接試験の最後の質問は「チオチモリンの熱力学的性質について説明してくれたまえ」だったという）、アシモフは無事に博士号を取得する事ができた。さらにこの架空論文はSF界のみならず科学界でも大いに話題となり、アシモフの知名度を大きく押し上げる事となった。後年アシモフはキャンベルが実名で掲載した事について、「彼の事だから、こうした結果を見越してワザとやったのだろう」と述べている。
その後アシモフは、さらにチオチモリンを題材にした2本の架空論文を書き、後年にキャンベル追悼アンソロジーのためにSF短編『チオチモリン、星へ行く』を書いている。

## チオチモリンが登場する作品
- 再昇華チオチモリンの吸時性　The Endochronic Properties of Resublimated Thiotimoline（『アシモフ初期作品集3 母なる地球』所収）
- チオチモリンの驚くべき特性　The Micropsychiatric Applications of Thiotimoline（『アシモフの科学エッセイ〈7〉 たった一兆』所収・『再昇華チオチモリンの吸時性』の内容も併録）
- チオチモリンと宇宙時代　Thiotimoline and the Space Age（「S-Fマガジン」1982年2月掲載）
- チオチモリン、星へ行く　Thiotimoline to the Stars（『木星買います』所収）